# Пакистанская мафия
Организованная преступность в Пакистане, или Пакистанская мафия, — общее название для преступных группировок, действующих в Пакистане или состоящие из этнических пакистанцев.

## История
Пакистанские преступные группировки распространены во многих странах, они имеют политическую поддержку. Эти группировки в основном сформированы по этническому признаку и имеют влияние на правительство. Пакистанские группировки занимаются незаконным оборотом наркотиков, захватом земель, незаконным оборотом оружия, торговлей людьми, грабежами, убийствами (в том числе заказными), мошенничеством, отмыванием денег, вымогательством, незаконными азартными играми и сутенерством. Один из самых разыскиваемых преступников в мире, главарь могущественной индийской группировки Компания «Д» (действующей также в Пакистане) Дауд Ибрагим, по версии журнала Forbes, скрывается в городе Карачи. Другим известным пакистанским преступником является Рехман Декаит.
Пакистан также известен как место базирования крупных наркокартелей, которые экспортируют героин, произведенный Афганистане. Соседний Афганистан является крупнейшим производителем героина в мире, но из-за отсутствия выхода к морю, значительная часть героина экспортируется через Пакистан в различные регионы планеты, такие как Ближний Восток, Европа и Австралия.
Пакистанская мафия состоит из кашмирских банд (они действуют также в Великобритании), пуштунских группировок, которые сотрудничают с пуштунскими группировками в Афганистане, банд синдхов, действовавших в Карачи и банд Панджаби, действующих на всей территории страны (банды Панджаби существуют также в Великобритании).
Пакистанская организованная преступность появилась в Соединенном Королевстве после иммиграции пакистанцев в британские промышленные города, такие как Брэдфорд, Мидлсбро, Лутон и Лидс. Пакистанские организованные преступные группировки в Великобритании используют эти связи. Группировки в основном занимаются незаконным оборотом наркотиков (в основном героина, гашиша и кокаина), незаконным оборотом оружия, торговлей людьми, рэкетом, сутенерством, отмыванием денег и исполнением заказных убийств. Хотя пакистанские группировки в Великобритании на уличном уровне занимаются в основном мелкими преступлениями, закоренелые преступники поддерживают связи, которые тянутся из Пакистана в большинстве английских городов с наибольшим присутствием азиатов. Пакистанская мафия является одной из самых мощных в Великобритании, наряду с турецкой мафией, кипрско-турецкими криминальными семьями, Ярди, китайскими триадами, албанской мафией, русскими ОПГ и нигерийской мафией.